# The Colgate Comedy Hour
The Colgate Comedy Hour foi um programa americano de comédia, musical e de variedades que foi transmitido pelo canal NBC nos anos de 1950 a 1955.
O show apresentava vários grandes nomes e apresentadores da comédia daquela época, incluindo Eddie Cantor, Dean Martin, Jerry Lewis, Fred Allen, Donald O'Connor, Abbott & Costello, Bob Hope, Jimmy Durante e Gordon MacRae.

## Sinopse
O programa se envolvia mais em relação ao primeiro programa de variedades da NBC, chamado Four Star Review patrocinado pela Motorola.
As piadas foram trocadas em favor das atuações e o show semanal tinha como apresentadores diferentes grupos constituídos por quatro comediantes a cada quatro semanas e foi posto com o propósito de competir com o programa de Ed Sullivan, Toast of the Town da CBS no mesmo horário.
O novo formato do programa teve o patrocínio da Companhia Colgate-Palmolive arrecadando 1 milhão de dólares em seu primeiro ano e o horário de domingo às oito da noite era o que mais dava audiência, principalmente por Eddie Cantor, as duplas Martin & Lewis e  Abbott & Costello serem os apresentadores.
Durante a primeira temporada, a companhia AT&T se pôs em um serviço em "espalhar" a transmissão do programa em outras áreas, ou seja, uma produção se localizava em um lugar e a outra em outro lugar. Exemplo: Martin & Lewis apresentava o programa em Los Angeles e Eddie Cantor apresentava em Nova York.
Isso deu a NBC uma certa razão sob Ed Sullivan, que além de ter uma enorme competência em produzir filmes também poderia ter uma expansão de transmissão televisiva em outras áreas do programa Comedy Hour enquanto Sullivan predominava o seu programa em uma área só.
Durante a segunda temporada, Cantor sofreu um ataque cardíaco após o programa voltar a ser exibido em setembro e foi quase que impossível continuar a apresentá-lo. Na quarta temporada, o programa arrecadou 6 milhões de dólares mas os artistas não estavam indo bem, ou seja, não se surgiam novas ideias para os números e isso acabou fazendo o programa declinar em audiência. Cantor com o passar dos dias, acabou ficando mais doente ainda e pior para apresentar o programa e ainda por cima, as viagens eram muito cansativas para ele.
Na quinta temporada, o nome do programa passou a ser chamado de Colgate Variety Hour para afastar um pouco mais da pura comédia. Os números dos apresentadores veteranos foram deixados de lado, dando o lugar a pequenos números musicais de outros artistas, estrelando apresentadores como Ethel Merman e Frank Sinatra. Essa temporada foi diferente em relação as outras, dessa vez o programa não se localizava em duas áreas, e sim em uma.
Mas enquanto a audiência do programa foi descendo, a de The Ed Sullivan Show foi crescendo. Sua última transmissão, aconteceu no dia 25 de Dezembro de 1955 como uma espécie de especial de natal com Fred Waring como apresentador e seu coral Pensilvaniano. Já no ano seguinte, o programa foi substituído pela NBC Comedy Hour, apresentado por Leo Durocher nos três primeiros programas. Depois de Durocher, vários apresentadores foram trocados e após 18, o programa terminou em junho. Apresentadores coadjuvantes sempre co-estrelavam em cada programa, como Jonathan Winters.
Em 5 de Novembro de 1967, a NBC criou uma nova Colgate Comedy Hour com os apresentadores Nanette Fabray, Kaye Ballard, Edie Adams, Carl Reiner, Mel Brooks, Phyllis Diller, Bob Newhart, Nipsey Russell, Dan Rowan e Dick Martin. Nenhum deles tinha participado dos dois primeiros programas.

## Em cores
O programa do dia 22 de Novembro de 1953, que foi apresentado por Donald O'Connor, fez história na televisão americana. Ele foi totalmente transmitido em cores pelo sistema NTSC (ainda usado pelos EUA). Houve outros episódios do programa a serem exibidos a cores nos anos de 1953 e 1954. O programa também usou em temporadas depois, como demonstração do último sistema de cores da RCA Compacto para a Comissão da Comunicação Federal (FCC). Havia na sala dois sets, um modelo de cor experimental e um de  produção em branco e preto. Eddie Cantor apresentou o programa com os convidados incluindo Frank Sinatra, Eddie Fisher e Brian Donlevey.

## Prêmios e indicações

### Emmy Awards
Premiações: 
- "Melhor Performance Individual em um Programa de Variedade ou Música" (Donald O'Connor), 1954

Indicações: 
- "Melhor Série de Variedade, Musical ou Entretenimento", 1952

- "Melhor Série de Variedade, Musical ou Entretenimento", 1953

- "Melhor Série de Variedade, Musical ou Entretenimento", 1954

- "Melhor Trilha Sonora de um Programa de Drama ou Variedade" (Buddy Bregman), 1955